# Gạo sấm
Gạo sấm hay cao khậm hoặc cương lê wallich (danh pháp hai phần: Scleropyrum wallichianum) là một loài thực vật thuộc chi Scleropyrum. Loài này có ở Ấn Độ, Malaysia, Philippines, Singapore, Sri Lanka, Thái Lan và Việt Nam.

## Hình ảnh

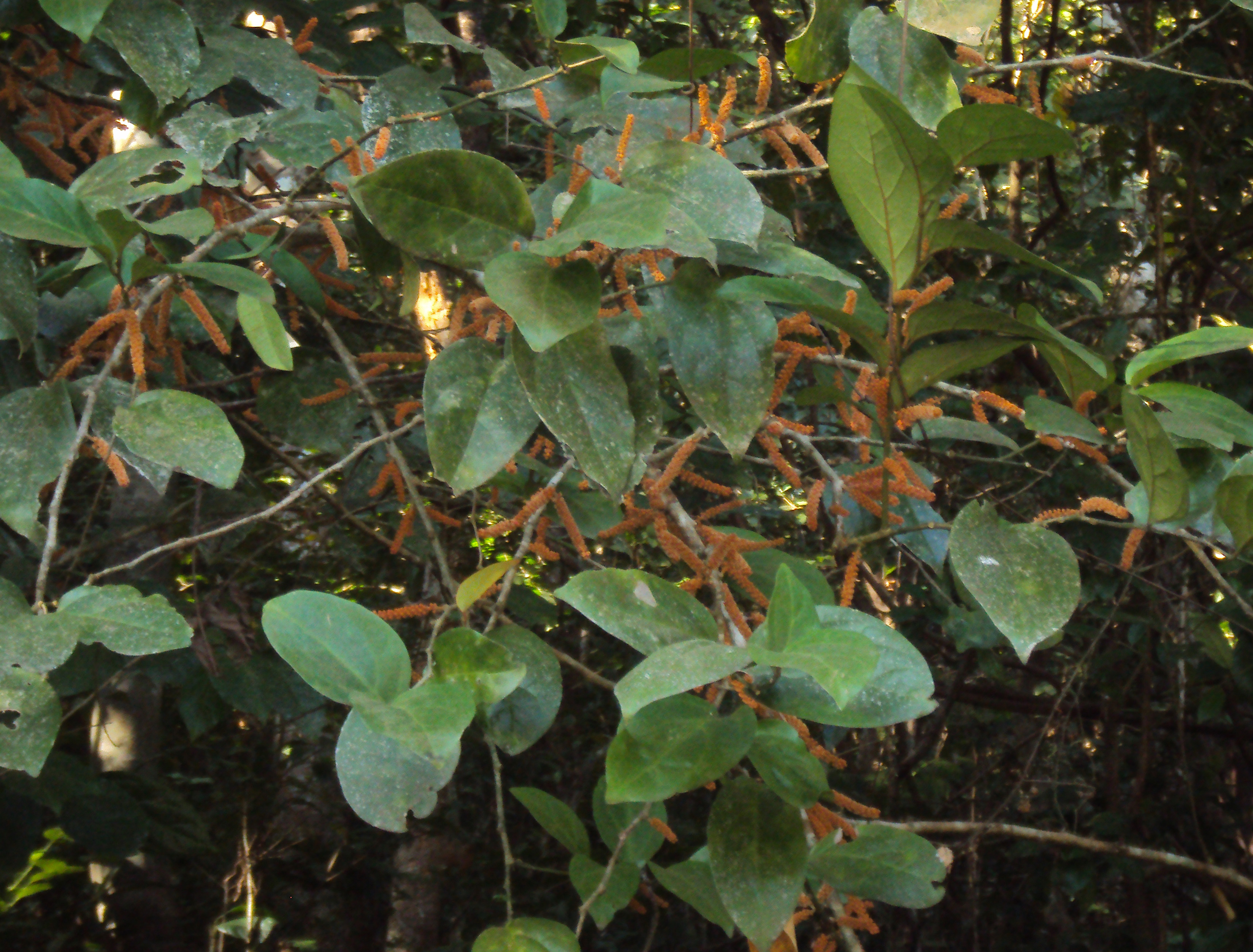
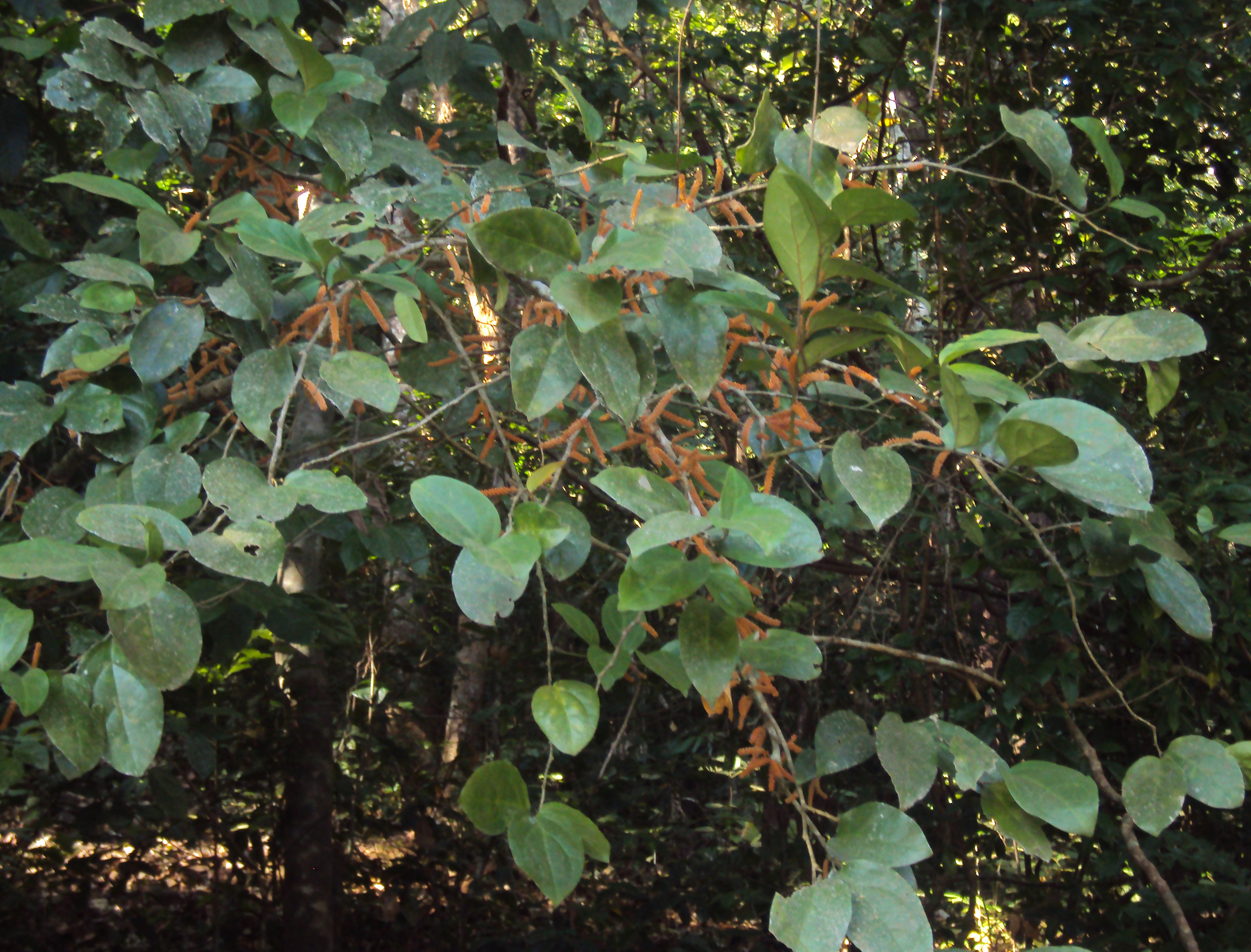
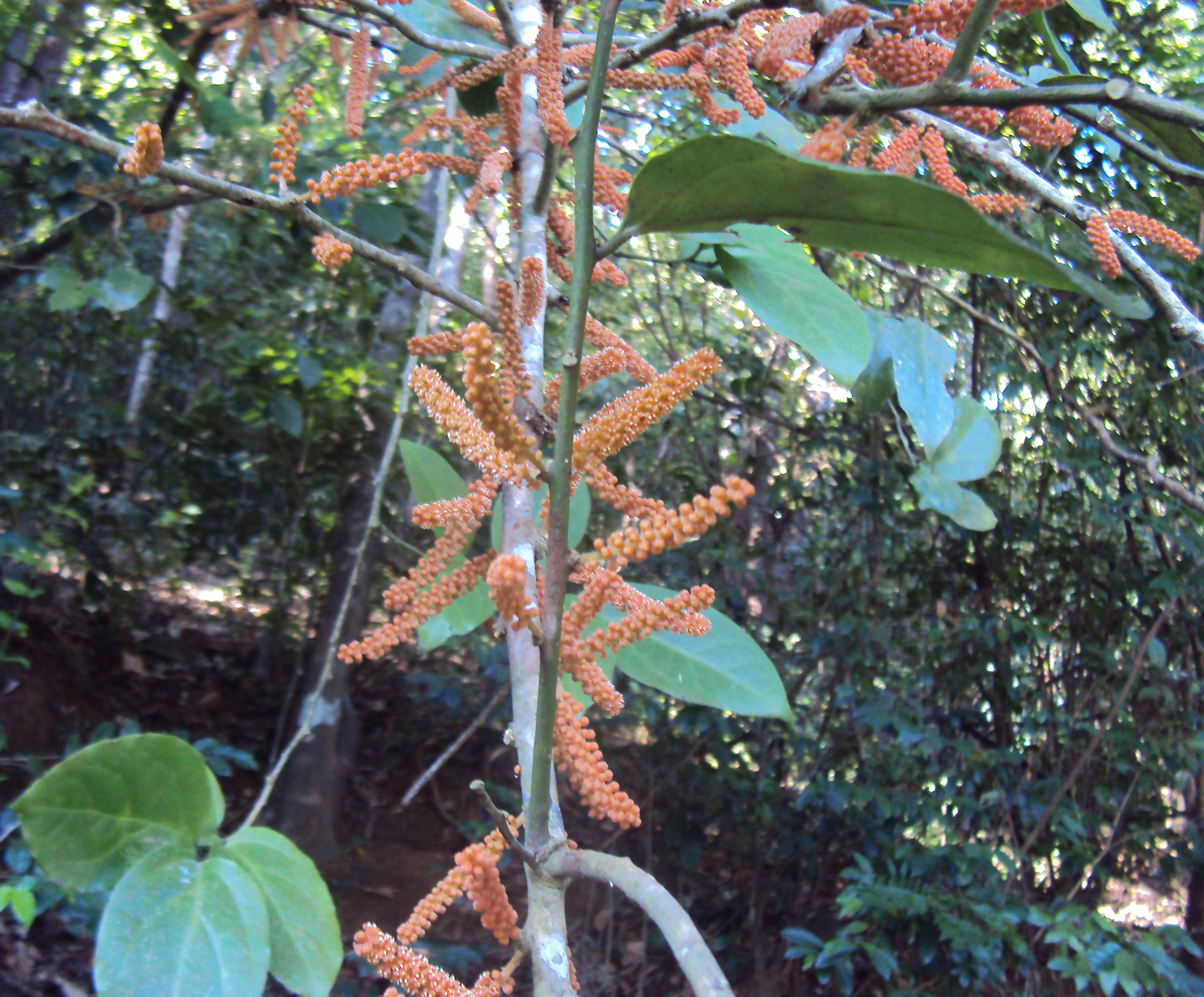
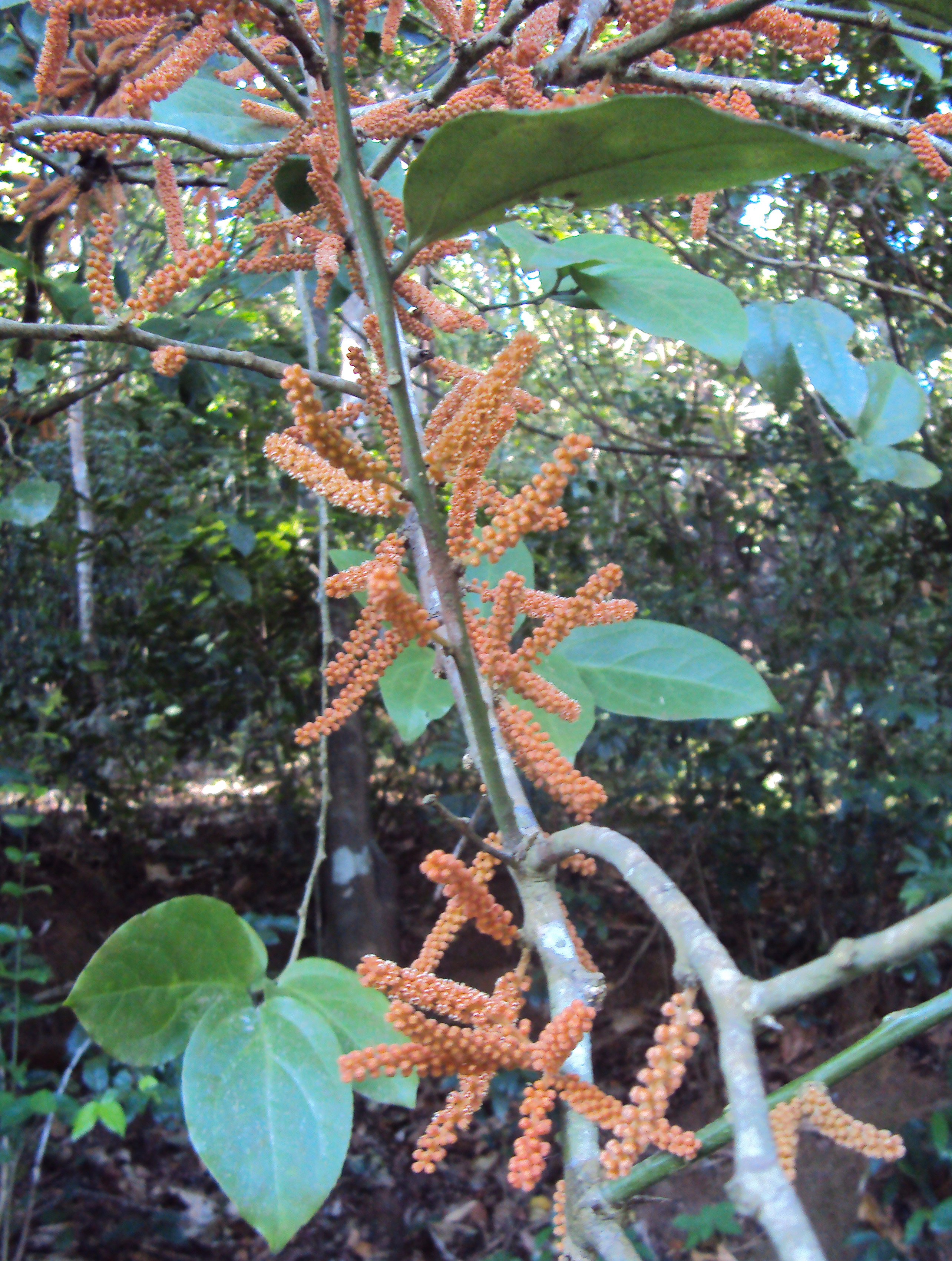